# Гельбак, Григорий Александрович
Григорий Александрович Гельбак (13 января 1863, Звенигородка — 3 августа 1930, Москва) — русский шахматист, участник всероссийских соревнований.

## Биография
В детстве жил в Житомире. Познакомился с шахматами во время учебы в гимназии. Высшее образование получил в Киеве, после чего переехал в Петербург. Работал в министерстве финансов, на протяжении почти двух десятков лет был одним из сильнейших шахматистов Петербурга. Состоял в Санкт-Петербургском обществе любителей шахматной игры. После раскола общества в 1891 году покинул вновь образованное Санкт-Петербургское шахматное общество в знак протеста против дискриминационных изменений в уставе. В 1895 году основал в Петербурге свой шахматный клуб.
До 1917 года был чиновником по особым поручениям в отделе железнодорожных перевозок министерства финансов. После Октябрьской революции переехал в Москву, где работал техником в Главном управлении железнодорожного транспорта. В 1920-х гг. иногда выступал в официальных соревнованиях, но чаще играл с любителями на деньги.

## Спортивные результаты
| Год       | Город     | Соревнование                                                  | + | − | = | Результат | Место |
| --------- | --------- | ------------------------------------------------------------- | - | - | - | --------- | ----- |
| 1891      | Петербург | Турнир сильнейших шахматистов Петербурга                      |   |   |   |           | 2—3   |
| 1899      | Москва    | 1-й Всероссийский турнир                                      | 6 | 4 | 3 | 7½ из 13  | 6—7   |
| 1900      | Петербург | Турнир сильнейших шахматистов Петербурга                      |   |   |   |           | 6     |
| 1901      | Петербург | Турнир сильнейших шахматистов Петербурга                      |   |   |   | 9½ из 13  | 1—2   |
| 1902      | Петербург | Турнир сильнейших шахматистов Петербурга                      |   |   |   |           | 7     |
| 1903      | Петербург | Турнир петербургских шахматистов                              |   |   |   | 11½ из 15 | 1—3   |
| 1904      | Петербург | Турнир Петербургского шахматного общества                     |   |   |   |           | 1—2   |
| 1905      | Петербург | Тематический турнир                                           | 5 | 8 | 1 | 5½ из 14  | 7     |
|           | Петербург | Турнир I категории                                            |   |   |   |           | 1—2   |
| 1905 / 06 | Петербург | 4-й Всероссийский турнир                                      | 3 | 8 | 5 | 5½ из 16  | 15    |
| 1907      | Петербург | Турнир I категории                                            |   |   |   |           | 3—4   |
|           | Петербург | Турнир с участием В. Хеннебергера                             |   |   |   |           | 1     |
| 1908      | Петербург | Чемпионат Петербургского шахматного общества                  |   |   |   | 2½ из 12  | 13    |
| 1909      | Петербург | Всероссийский турнир любителей памяти М. И. Чигорина          | 2 | 8 | 6 | 5 из 16   | 15—16 |
| 1910      | Петербург | Массовый турнир Петербургского шахматного общества (финал)    |   |   |   |           | 7     |
| 1911      | Петербург | Матч Петербург — Москва (10-я доска, против Ал-ея А. Алехина) | 1 | 0 | 0 | 1 из 1    |       |
| 1920      | Москва    | Всероссийская шахматная олимпиада (побочный турнир)           |   |   |   |           | 5—6   |
| 1925      | Москва    | Малый чемпионат Москвы                                        |   |   |   |           | 7     |